# NHK京都放送局
NHK京都放送局（エヌエイチケイきょうとほうそうきょく）は、京都府を放送対象地域とする日本放送協会（NHK）の地域放送局。総合テレビとFM放送で京都府域向けの放送を行っている。

## 概要
1925年（大正14年）に大阪放送局の出張所として開設され、昭和天皇の即位礼開催に合わせスタジオが設置された。1932年（昭和7年）にこれらを統合して京都放送局となった。1972年（昭和47年）からアナログ総合テレビ放送が開始され、2005年（平成17年）4月1日より地上デジタル放送を開始した。
旧放送会館の老朽化が著しいことから移転が検討されていたが、本部レベルで京都市営地下鉄烏丸線と東西線が交差する烏丸御池駅近くの土地を取得したことが発表され、2014年（平成26年）に新放送会館が竣工、翌2015年（平成27年）2月21日に移転した。なお、旧放送会館は解体の上で落札した大京に譲渡され、マンションに建て替えられる予定。
旧局舎内に置かれていたラジオ第1放送の送信所については、2014年（平成26年）7月15日に開催されたNHK理事会において、放送会館移転に先立ち放送対象地域が重複する大阪ラジオ第1放送（美原ラジオ放送所）に統合し廃止する方針であることが発表され、2015年（平成27年）2月2日をもって廃止された（後述）。
新聞のテレビ欄は、京都新聞、毎日新聞、両丹日日新聞は京都放送局独自の番組表を掲載しているが、朝日新聞、読売新聞、産経新聞、日本経済新聞は大阪放送局のものをそのまま掲載しており、差し替えが発生する場合は「（京都別）」と書かれている。（ただし「ほっと関西」の差し替えである「ニュース京いちにち」については、大阪以外の近畿1府4県全体で差し替えになるため「（6:）30　府県別[N]」と書いてある）

## 沿革
- 1925年（大正14年）7月16日 - 受信相談窓口として四条河原町に社団法人大阪放送局京都出張所開設。
- 1928年（昭和3年）11月5日 - 京都駅前の百貨店「物産館」（後の近鉄百貨店京都店・プラッツ近鉄→2007年閉店、現在の京都ヨドバシ）に大阪中央放送局京都演奏所（スタジオ）開設、ラジオ番組制作を開始。開設の目的は、昭和天皇の即位の礼の中継を行うためであった。
- 1932年（昭和7年）
  - 3月20日 - 社団法人日本放送協会関西支部京都支所開設（出張所から昇格）。
  - 5月25日 - 京都放送局に本免許交付（呼出符号:JOOK 周波数:960kc 出力:300W）。
  - 6月24日 - 出張所と演奏所が上京区智恵光院丸太町下ル主税町964番地で統合し、京都放送局開局、ラジオ第1放送開始。

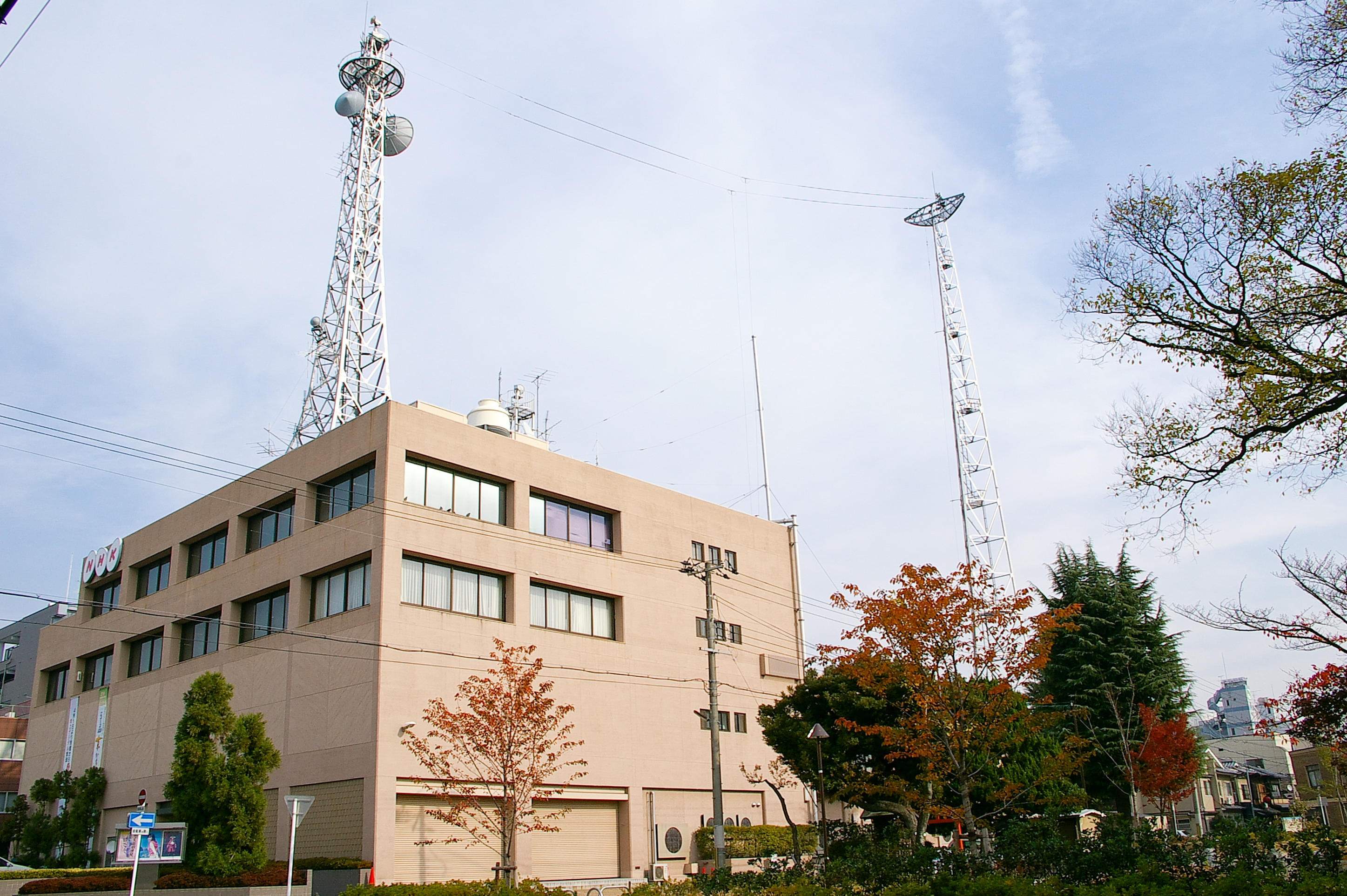
旧放送会館（2005年11月）。ラジオ第1放送送信用のT字型アンテナが設置されていた。

- 1948年（昭和23年）12月1日 - ラジオ第2放送（呼出符号:JOOB）開始。
- 1950年（昭和25年）6月1日 - 放送法施行に伴い社団法人日本放送協会が解散。一切の権利義務は特殊法人としての日本放送協会が継承。
- 1965年（昭和40年）3月 - 京都放送会館が改築竣工。テレビ番組制作を開始。
- 1971年（昭和46年）3月27日 - FM放送開始。大阪放送局の大電力化に伴い、ラジオ第1放送と第2放送の廃止が計画されていたため、府域FM放送用に新しい呼出符号（近畿圏の他局のパターンにそろえたJOTP-FM）が割り当てられ放送を開始した[5]が、計画変更によりラジオ第1放送の存続が決まったため、1972年（昭和47年）、沖縄復帰により呼出符号の変更を余儀なくされた前橋放送局に「JOTP」を譲り、現在のJOOK-FMとなった[6]。
- 1972年（昭和47年）3月13日 - 総合テレビ（アナログ）のローカル放送（呼出符号:JOOK-TV、UHF波）開始[7]。
- 1973年（昭和48年）3月20日 - ラジオ第2放送廃止[8]。
- 1979年（昭和54年）8月8日 - 総合テレビの音声多重放送を開始[9]。
- 1997年（平成9年）8月 - 京田辺市に学研都市報道室を開設。
- 2004年（平成16年）7月 - 舞鶴市に丹後舞鶴報道室を開設。
- 2005年（平成17年）4月1日 - デジタル総合テレビ（呼出符号：JOOK-DTV）開始[注 1]。
- 2011年（平成23年）7月24日 - アナログ放送終了。
- 2014年（平成26年）8月29日 - 新放送会館竣工（中京区烏丸通御池下ル虎屋町576番地）[10]。
- 2015年（平成27年）
  - 2月2日 - 1:00にラジオ第1放送廃止[11]。当日は1時前に『ラジオ深夜便』終了後、「621kHzでの放送を終了、今後は666kHzで聴くように」というアナウンス、その後最後のコールサインが送出された。2日いっぱいは「ラジオ第1放送は今日午前1時に終了しました」という報告と、相談窓口として京都放送局とふれあいセンターの番号を10分おきに送出、23時59分に完全停波した。
  - 2月16日 - 新放送会館での放送業務を開始。
  - 2月21日 - 新京都放送会館オープン[2][10]。
- 2021年（令和3年） - 主調整室の機材更新により、京都放送局送出番組でもチャンネルロゴ表示「NHK G」「NHK E」が表示されるようになった。
- 2022年（令和4年）10月3日 - NHKプラスで地域向けのテレビ番組の見逃し配信が開始[12]。
- 2023年（令和5年）4月1日 - 令和改革により、部制（放送部・営業推進部等）からセンター制に見直され、コンテンツセンター、経営管理企画センターへ再編された。

## 送信施設概要

### テレビ放送
- 送信所所在地:比叡山（京都府京都市左京区一乗寺病ダレ及び滋賀県大津市山中町字沓石767番地に跨る）

| 系統名                     | コールサイン | チャンネル | 空中線 電力         | ERP                  | 放送区域 内世帯数 | 備考                          |
| -------------------------- | ------------ | ---------- | ------------------- | -------------------- | ----------------- | ----------------------------- |
| 総合 （リモコンキーID：1） | JOOK-DTV     | 25ch       | 1kW                 | 6.6kW                | 約113万世帯       |                               |
| 教育 （リモコンキーID：2） | 京都中継局   | 40ch       | 20W                 | 360W                 | 約53万7000世帯    |                               |
| ※アナログ総合              | JOOK-TV      | 32ch       | 映像10kW/ 音声2.5kW | 映像66kW/ 音声16.5kW | 約-世帯           | 2011年（平成23年）7月24日終了 |

アナログ時代の本局総合のch設定は、大阪親局波を受信できる地域は東京親局と同じ「1」、京都府内で大阪親局波を受信できない地域（教育と在阪広域民放4局を中継局で受信する地域）は大阪親局と同じ「2」にする傾向だった。

### ラジオ放送
- 送信所所在地
  - ラジオ第1・第2放送：旧・京都放送会館内
  - FM放送：小塩山（京都府京都市西京区大原野南春日町1411）

| 系統名        | コールサイン | 周波数  | 空中線 電力 | ERP   | 放送区域 内世帯数 | 備考                          |
| ------------- | ------------ | ------- | ----------- | ----- | ----------------- | ----------------------------- |
| ラジオ第1放送 | JOOK         | 621kHz  | 1kW         | -     | 約-世帯           | 2015年（平成27年）2月2日廃止  |
| ラジオ第2放送 | JOOB         | 1510kHz | 1kW         | -     | 約-世帯           | 1973年（昭和48年）3月20日廃止 |
| FM放送        | JOOK-FM      | 82.8MHz | 1kW         | 2.4kW | 約-世帯           |                               |

ラジオ第1中継局
京都第1廃止後は大阪第1の中継局となっている。
- 舞鶴中継局 - 周波数：585kHz、空中線電力：500W
- 宮津中継局 - 周波数：999kHz、空中線電力：100W
- 福知山中継局 - 周波数：1026kHz、空中線電力：100W

FM中継局
- 京都京北 87.9MHz / 10W
- 舞鶴 84.2MHz / 100W
- 峰山 83.5MHz / 100W
- 福知山 84.8MHz / 50W
- 宮津 86.1MHz / 10W
- 丹波美山 83.6MHz / 10W
- 綾部八津合 81.9MHz / 3W

## 支局
- 学研都市
  - 1997年（平成9年）開設。京田辺市に所在。なお、同支局からリポートなどを中継で伝えることから、スタジオの設備があるものと思われる。
- 丹後舞鶴
  - 2004年（平成16年）7月開設。舞鶴市に所在。同市ほか府北部の取材拠点として利用されている[14]。なお、スタジオが併設されており、リポート等を中継する場合もある。下部組織に福知山通信部がある。

## 情報カメラ設置ポイント
- 京都駅（京都コンピュータ学院 京都駅前校）
  - SD（ハイビジョン非対応）
- 四条大橋付近
- 嵐山（右京区・嵯峨美術大学 本部キャンパス）

嵐山の渡月橋が映し出される。
- 京都市伏見区（名神高速道路深草バスストップ付近）
- かぶと山山頂展望台（京丹後市久美浜町 2015年5月1日より運用開始）[15]
- 福知山市（国土交通省福知山河川国道事務所）

福知山城が映し出される。
- 舞鶴市（五老スカイタワー）
- 京丹後市丹後庁舎

## 主な京都局制作番組
京都の歴史と伝統や文化を伝えるための単発番組を数多く制作し、日本全国向けに放送している。なお、京都競馬場で開催される中央競馬GI競走の中継や京都市内で開催される駅伝大会、及び京都の文化を伝える番組の1つである『京コトはじめ』は大阪放送局の担当。

### 総合テレビ
太字はNHKプラスの「ご当地プラス」において見逃し配信を実施している番組。
- 気象情報（京都）（平日 11:57 - 12:00）
- 京いちにち（平日 18:30 - 19:00）
- 京都ニュース845（平日 20:45 - 21:00）
  - アナウンサーが交替で担当。祝日・年末年始は休止し、20:55 - 21:00に、拠点の大阪放送局から「ニュース・気象情報 （関西）」を5分間放送。
- 京都スペシャル（不定期）

### ラジオ（FM放送）
- ニュース・気象情報など（平日18:50 - 19:00） - 土日・祝日及び年末年始は大阪局から放送している。
- 京このごろ（不定期）

### スポーツ中継
- Jリーグ・京都サンガFC戦主催試合（随時）

### テレビドラマ
- 鵜飼いに恋した夏（2014年11月12日） - 地域発ドラマとしてNHK BSプレミアムで放送。
- 京都発地域ドラマ ワンダーウォール（2018年7月25日、NHK BSプレミアム）
- ストレス・リレー（2021年11月26日） - 「京都スペシャル」の冠付きで京都府内の総合テレビで放送。2021年12月10日未明（9日深夜）にNHK BS1で全国放送されたほか、京都府内での地上波放送終了後にNHKプラスで約2週間全国配信された。

### 過去の番組
- 京都上がる下がる - BSハイビジョンおよび、総合テレビで『小さな旅』が放送されていない地域への東京からの裏送りのほか、関西ローカル番組として放送されていた。
- OKジョッキー - FM
- オトナチック!ラジオ - FM。
- こんにちはOKスタジオ
- ニュース610 京いちにち
- きょうとシアター（最終週の土曜 10:50 - 11:54。2022年度）

## 事件
2002年（平成14年）1月18日、京都局内で立てこもり事件が発生したが、犯人が立てこもっていたロビーに、NHK総合テレビジョンが映ったテレビ受像機が設置されていたため、関西のNHK（大阪局制作）では、犯人を刺激しないための配慮から、『NHKニュース7』『NHKニュース9』『NHKニュース10』で、立てこもり事件を放送する際には、NHK大阪放送局から別の関西地方ニュースに差し替えたほか、『関西845』などの関西ローカルのニュース・天気を拡大して放送するなど、当該事件のニュースを犯人に視聴させないようにした。また、20時前に全国向け特設ニュースが当該事件を放送した際にも、関西ローカルのニュースに差し替えて放送するなど、事件が解決するまで同様の対応をとった。

## アナウンサー・キャスター
- 前任地が太字のアナウンサーはその局が初任地。

| 氏名           | 前任地                  | 職掌・主な担当番組                               | 備考                                      |
| アナウンサー   | アナウンサー            | アナウンサー                                     | アナウンサー                              |
| -------------- | ----------------------- | ------------------------------------------------ | ----------------------------------------- |
| 近藤泰郎       | 東京アナウンス室        | アナウンスグループ統括                           |                                           |
| 岩槻里子       | 大阪                    | 京いちにち （キャスター）                        |                                           |
| 寺内皓大       | 沖縄                    | 京いちにち （キャスター・隔週） 京都ニュース845  |                                           |
| 菊田一樹       | 津                      | 各種スポーツ中継 京都ニュース845                 |                                           |
| 契約キャスター |                         |                                                  |                                           |
| 石井美江       | 金沢 （契約キャスター） | 京いちにち （キャスター・隔週）                  |                                           |
| 菅江隆一       |                         | 京いちにち （リポーター） ぐるっと関西おひるまえ | 京都府出身 ユウセイプランニング所属       |
| 気象予報士     |                         |                                                  |                                           |
| 栗原めぐみ     |                         | 京いちにち                                       | 大阪府東大阪市出身 南気象予報士事務所所属 |

## 関連人物
- 山本ミッシェールのぞみ（京都局記者を務めた後、現在はフリーアナウンサーとしてNHKワールドに出演中）
- 井上あさひ - 一時期、NHK放送センターから京都放送局に転属した。